# Чилима, Саулос
Саулос Чилима (англ. Saulos Chilima; 12 февраля 1973, Нчеу, Центральный регион — 10 июня 2024, Мзузу) — государственный и политический деятель Малави. С 31 мая 2014 года до своей гибели 10 июня 2024 года являлся вице-президентом страны.

## Биография
Родился 12 февраля 1973 года в Нтчеу. Посещал католическую мужскую школу Малые братья Марии в округе Дедза. Являлся верующим католиком, имел степень бакалавра социальных наук и степень магистра экономики Университета Малави. 10 августа 2015 года Саулос Чилима получил степень доктора философии в области управления знаниями в Университете Болтона в Великобритании.
До начала своей политической карьеры Саулос Чилима занимал ключевые руководящие должности в различных филиалах многонациональных компаний в Малави, включая: Unilever, Кока-кола и Airtel Malawi, где он стал главным исполнительным директором. В феврале 2014 года Саулос Чилима стал кандидатом на должность вице-президента страны от Демократической прогрессивной партии, а Питер Мутарика баллотировался на должность президента от этой партии на выборах, которые состоялись в мае 2014 года.
Саулос Чилима совмещал должность вице-президента с обязанностями министра по оказанию помощи в случае стихийных бедствий и проведению общественных мероприятий. Он являлся членом Leadership Council of Compact2025: эта организация разрабатывает и распространяет научно обоснованные рекомендации политикам, направленные на то, чтобы положить конец голоду и недоеданию в Малави к 2025 году, а также Саулос Чилима написал научную работу на эту тему. Саулос Чилима поднимал эту проблемную для страны тему и на международных конференциях по прекращению голода. Он также проявил себя защитником окружающей среды, поборником физических упражнений, участником спортивных соревнований, а также суровым критиком коррупции в политике и прихожанином Архиепархии Блантайра. Будучи студентом, он пропагандировал переход страны к многопартийной демократии.

### Гибель
10 июня 2024 года самолёт, на борту которого находились Чилима и девять других пассажиров погибли в авиакатастрофе, после того, как самолёт исчез с радаров над горным лесом при вылете из столицы Малави Лилонгве и не приземлился в запланированном пункте назначения — аэропорту Мзузу. На следующий день утром спасатели обнаружили обломки самолёта в лесу Чикангава. Пассажиры направлялись на похороны экс-министра юстиции, Ральфа Касамбары.